# Torasjärvi (sjö i Soini, Södra Österbotten)
Torasjärvi är en sjö i kommunen Soini i landskapet Södra Österbotten i Finland. Arean är 41 hektar och strandlinjen är 3,46 kilometer lång. Sjön  ingår i Esse å huvudavrinningsområde.   Den ligger omkring 71 kilometer öster om Seinäjoki och omkring 310 kilometer norr om Helsingfors. 